# 靈異大逆轉
，山姆·雷米導演、比利·鮑伯·松頓（Billy Bob Thornton）編劇的電影作品。劇情描述一個靈媒的生活世界，經常必需承受跨越陰陽兩界的恐慌與孤獨，飽受靈異世界的驚嚇與一般民眾的羞辱。整個舞臺圍繞在鄰近喬治亞州東南方沙瓦那市（Savanna）旁邊的閃電鎮，恰巧小鎮曾有巫毒教的存在傳說，經常傳出鬧鬼的傳聞，亦符合影片的主題。烂番茄好评度为56%，其靈異與驚悚的劇情發展获得好評，不过结局处理的比较潦草。

## 劇情簡介
多年前，安妮的丈夫意外身亡，從此她便必須一肩擔起三位小孩的生計。幸好，柔弱的她遺傳到能夠預知未來的一雙陰陽眼，足以透視陰陽兩界。但是，平時只把這種超能力用在教育自己的三個幼子上，但刻意隱藏擁有超凡能力的事情，仍被鄉鎮民眾得知。於是，她便運用此特殊的天賦，開始在家中以紙牌算命補貼家用。
雖然，鎮民們對安妮的超能力既感到驚駭惶恐，卻又躍躍欲試。心地善良的安妮，不僅會為前來求助的鎮民們透視未來，有時也忍不住會為他們提供一些忠告。但是，突如其來的一宗謀殺案，卻使得淳樸的小鎮不再平靜，而安妮的超能力成了查出兇手的唯一希望。
後來，警方雖然逮捕了一位殺人嫌疑犯，但被害冤魂告訴安妮真正的兇手仍然逍遙法外，而且她也預感到自己將會是下一個目標。原先惡夢中的靈異事件，竟逆轉為真實生活中的恐懼……

## 登場人物
- 凱特·布蘭琪 飾演 安娜貝爾（安妮）·威爾遜（Annabelle 'Annie' Wilson）
- 喬凡尼·瑞比西 飾演 巴迪·柯爾（Buddy Cole）
- 基努·李維 飾演 唐尼·巴克斯戴爾（Donnie Barksdale）
- 凱蒂·荷姆斯 飾演 潔西卡·金（Jessica King）
- 格雷戈·金尼爾 飾演 韋恩·柯林斯（Wayne Collins）
- 希拉蕊·史旺 飾演 薇樂麗·巴克斯戴爾（Valerie Barksdale）
- 麥可·傑特 飾演 傑拉德·維姆斯（Gerald Weems）
- 金·狄更斯 飾演 琳達（Linda）
- 蓋瑞·柯爾 飾演 大衛·鄧肯（David Duncan）
- 蘿絲瑪莉·哈莉絲 飾演 安妮的奶奶（Annie's Granny）
- J.K.西蒙斯 飾演 珀爾·強森保安官（Sheriff Pearl Johnson）
- 卻爾西·羅斯 飾演 肯尼斯·金（Kenneth King）
- 約翰·畢斯理 飾演 阿爾伯特·霍金斯（Albert Hawkins）
- 丹尼·葉夫曼 飾演 湯米·李·巴拉德（Tommy Lee Ballard）
- R 愛德華·雷德里克 Jr 飾演 法官（Judge）

## 外部連結
- 靈異大逆轉（The Gift） （页面存档备份，存于），〈網路電影資料庫〉